# قلعه قاضي سفلي (مقاطعة دالاهو)
قلعه‌قاضي سفلي (بالفارسية: قلعه‌قاضی سفلی) هي قرية تقع في كرمانشاه في إيران. يقدر عدد سكانها بـ 116 نسمة .